# Chondrolepis
Chondrolepis is een Afrotropisch geslacht van vlinders van de familie van de dikkopjes (Hesperiidae), uit de onderfamilie van de Hesperiinae. De wetenschappelijke naam van dit geslacht is voor het eerst voorgesteld door Paul Mabille in een publicatie uit 1904. De mannetjes in dit geslacht hebben zeer lange antennes die van boven wit zijn. De pas uitgekomen vlinders hebben rode ogen. De rupsen gebruiken breedbladige grassen als waardplant.

## Soorten
- C. cynthia Evans, 1936
- C. ducarmei Larsen & Congdon, 2012
- C. leggei (Heron, 1909)
- C. nero Evans, 1937
- C. niveicornis (Plötz, 1883)
- C. obscurior de Jong, 1986
- C. similis de Jong, 1986
- C. telisignata (Butler, 1896)
- C. uluguru Larsen & Congdon, 2012